# Alegria da Gente
Alegria da Gente é o primeiro extended play (EP) da cantora Deborah Blando em sua carreira, lançado em 1981. Aos 11 anos de idade, Deborah Blando era a solista do coral "As Meninas do Sul" e se apresentava cantando músicas italianas, o que levou a ser contratada em 1981 para gravar um disco para ser distribuído promocionalmente, com o pseudônimo de Giovanna, cantando canções de sucesso italianas.

## Faixas
| N.º            | Título                    | Compositor(es)                              | Duração |  |
| 1.             | "Cominciamo Ad'Amarci"    | Gino Mescoli Vito Pallavicini               | 2:56    |  |
| 2.             | "Dio, Come Ti Amo"        | Domenico Modugno                            | 3:17    |  |
| 3.             | "Canzone Per Te"          | Sergio Endrigo                              | 3:39    |  |
| 4.             | "Nel Blu Dipinto Di Blue" | Domenico Modugno Franco Migliacci           | 3:27    |  |
| 5.             | "Quando M'Innamoro"       | Roberto Livraghi Mario Panzeri Daniele Pace | 3:11    |  |
| 6.             | "Fortissimo"              | Bruno Canfora Lina Wertmuller               | 2:52    |  |
| 7.             | "L'arca di Noé"           | Sergio Endrigo                              | 3:53    |  |
| 8.             | "Amore Scusami"           | Gino Mescoli Vito Pallavicini               | 3:14    |  |
| Duração total: | Duração total:            | Duração total:                              | 26:29   |  |